# Gabinete Monis
O Gabinete Monis foi o ministério formado por Ernest Monis em 02 de março de 1911 e dissolvido em 23 de junho do mesmo ano. Foi o 50º gabinete da Terceira República Francesa, sendo antecedido pelo Gabinete Briand II e sucedido pelo Gabinete Caillaux.

## Contexto
À exceção do desencadeamento da "Segunda Crise Marroquina", o ministério organizado por Ernest Monis não foi marcado por nenhuma medida de grande envergadura, sendo considerado um governo de transição característico da política francesa do período, preparando a ascensão de Joseph Caillaux, ministro das Finanças no mesmo governo.
Após um acidente no campo de aviação de Issy-les-Moulineaux, em 21 de maio, que matou o ministro da Guerra e feriu o próprio Monis, o governo foi derrubado pelo Senado Francês em 23 de junho, durante uma interpelação referente ao caso. Dias depois, o Presidente da República, Armand Fallières, nomeou Joseph Caillaux como o novo Presidente do Conselho de Ministros.

## Composição
- Presidente da República: Armand Fallières
- Presidente do Conselho de Ministros: Ernest Monis
- Ministro dos Estrangeiros: Jean Cruppi
- Ministro da Justiça: Antoine Perrier
- Ministro do Interior e Cultos: Ernest Monis
- Ministro da Guerra: Maurice Berteaux; François Goiran
- Ministro das Finanças: Joseph Caillaux
- Ministro da Marinha: Théophile Delcassé
- Ministro da Instrução Pública e Belas Artes: Théodore Steeg
- Ministro das Obras Públicas, Correios e Telégrafos: Charles Dumont
- Ministro da Agricultura: Jules Pams
- Ministro do Comércio e Indústria: Alfred Massé
- Ministro das Colônias: Adolphe Messimy
- Ministro do Trabalho e Previdência Social: Joseph Paul-Boncour

## Realizações
- Tomada de Fez, no Marrocos.